# Stadion Auf dem Bühl
Das Stadion Auf dem Bühl" ist das Fußballstadion in Betzdorf/Sieg. Es liegt im gleichnamigen Stadtgebiet Auf dem Bühl.
Das Stadion ist die Heimspielstätte des städtischen Fußballkreisligsten, der SG 06 Betzdorf, und fasst 2.500 bis 4.000 Zuschauer.
Das Stadion verfügt sowohl über einen Rasen- als auch über einen Aschenplatz. Im Frühjahr/Sommer des Jahres 2008 konnte nach einer langen Planungsphase das
neue Vereinsheim samt angrenzendem Funktionsgebäude gebaut und ein Jahr später in Betrieb genommen werden.

## Historisches
Die Betzdorfer Sportstätte „Auf dem Bühl“ entstand Ende der 1930er Jahre. Spielte man die Fußballspiele bis dato auf dem Areal des heutigen Betzdorfer Schützenplatzes, so fiel in die Jahre 38/39 die Fertigstellung eines dem Verein und der Stadt Betzdorf angemessenen Stadions. Schon damals zeichnete den Platz die „natürliche Anlage“ aus, die ihn in der näheren und weiteren Umgebung zu einem der bevorzugteren Stadien werden ließ.
Die zerstörerische Wucht des Zweiten Weltkriegs spürte die Stadt Betzdorf als großer Eisenbahnverkehrsknotenpunkt in besonderer Weise. So wurde auch die gesamte Vereinsarbeit zerstört. Das neu errichtete Stadion war kurz nach der Erbauung durch zahlreiche Bombentrichter unbespielbar und wurde in seiner Nutzung umgewidmet: Amerikanische Panzereinheiten bezogen den Platz als Lagerplatz. Hatten beide Umkleidekabinen die Kriegszeit unversehrt überstanden, wurde kurz nach Kriegsschluss eine der beiden von einem Panzer eingefahren. Vom Platz war nur wenige Jahre nach der Erbauung nichts mehr übrig.
Im Jahre 1946, kurz nach dem Krieg, wurde das Stadion notdürftig in Ordnung gebracht.

## Neuere Zeit und Umbau zur reinen Fußballanlage
Am 8. September 1981 begann der Bau des Vereinsheims im Stadion, das ein Jahr später fertiggestellt wurde – ein Vorzeigeprojekt für die damalige Zeit.
Im Sommer/Herbst 1991 fiel der Startschuss zu großzügigen baulichen Veränderungen "Auf dem Bühl". Für 2,5 Millionen Euro wurde ein neuer Rasenplatz sowie ein Tennenplatz gebaut. Die Gegengerade wurde zur Stehplatztribüne ausgebaut. Zur „Wiedereröffnung“ dieser Anlage widmete sich die Rhein-Zeitung am Dienstag, 7. Juli 1992 in einem Sonderteil ausschließlich der neuen Sportanlage. In einem Artikel wurde ausschließlich auf die Geschichte des Betzdorfer Sportplatzes eingegangen. „Vom Kolpingplatz zur Sportarena“, heißt es darin. War das Sportgelände vorher u. a. noch mit einer Laufbahn zur Leichtathletiknutzung versehen, wird es fortan ausschließlich als reines Fußballstadion genutzt.
Im Jahr 2013 wurde im Stadion ein sogenannter Hybridrasen verlegt.
Ende 2022 wurde der Hybridrasen durch einen Kunstrasen ersetzt. Dadurch soll es möglich sein das ganze Jahr über den Spielbetrieb aufrechtzuerhalten.

## Sportliche Großveranstaltungen "Auf dem Bühl"
Am 4. und 5. Juni 1966 richtete der Verein die Deutschen Eisenbahnermeisterschaften im Stadion aus. Über 250 Teilnehmer aus circa 60 Vereinen nahmen daran teil.
Zwei Jahre später, am 15. und 16. Juni 1968, fanden im Stadion "Auf dem Bühl" die Westdeutschen Meisterschaften, eine hochrangige Leichtathletikveranstaltung, statt. Zahlreiche Spitzenathleten des Deutschen Leichtathletik-Verbandes (DLV) nahmen daran teil. Unter den 524 gemeldeten Athleten aus 112 Vereinen befanden sich eine ganze Reihe Sportler, die später ehrenhafte Meistertitel errangen.
Am 2. November 1971 gastierte "Auf dem Bühl" die Mannschaft von Eintracht Frankfurt. Weit mehr als 4000 Zuschauer waren "Auf dem Bühl" zu Gast und sahen eine 3:6-Niederlage der Betzdorfer Mannschaft.
Nach einem Umbau hin zum reinen Fußballstadion traf man im Juli 1992 anlässlich der Wiedereröffnung der Anlage auf den Bundesligisten 1. FC Köln. Die über 6500 Zuschauer stellten einen Zuschauerrekord im Stadion "Auf dem Bühl" auf, der auch in den Spielen gegen die Bundesligisten Alemannia Aachen am 21. Mai 2007 sowie erneut gegen den 1. FC Köln am 10. Juli 2010 nicht eingestellt werden konnte.